# 斜桥镇 (靖江市)
斜桥镇，是中华人民共和国江苏省泰州市靖江市下辖的一个乡镇级行政单位。

## 行政区划
斜桥镇下辖以下地区：
斜桥社区、新华社区、新港社区、安宁村、丰宁村、六一村、六助村、黄普村、民政村、红旗村、江平村、广福村、筱山村、大觉村、富民村和海圩村。